# Děrsu Uzala
Děrsu Uzala (rusky Дерсу Узала) (asi 1849 – 1908) byl domorodý stopař a lovec z kmene Goldů (Nanajců) žijícího v povodí řeky Ussuri na Dálném východě. Jeho osobu zvěčnil ve svých knihách ruský sovětský etnograf, geograf, cestovatel a spisovatel Vladimir Klavdijevič Arseňjev.

## Život

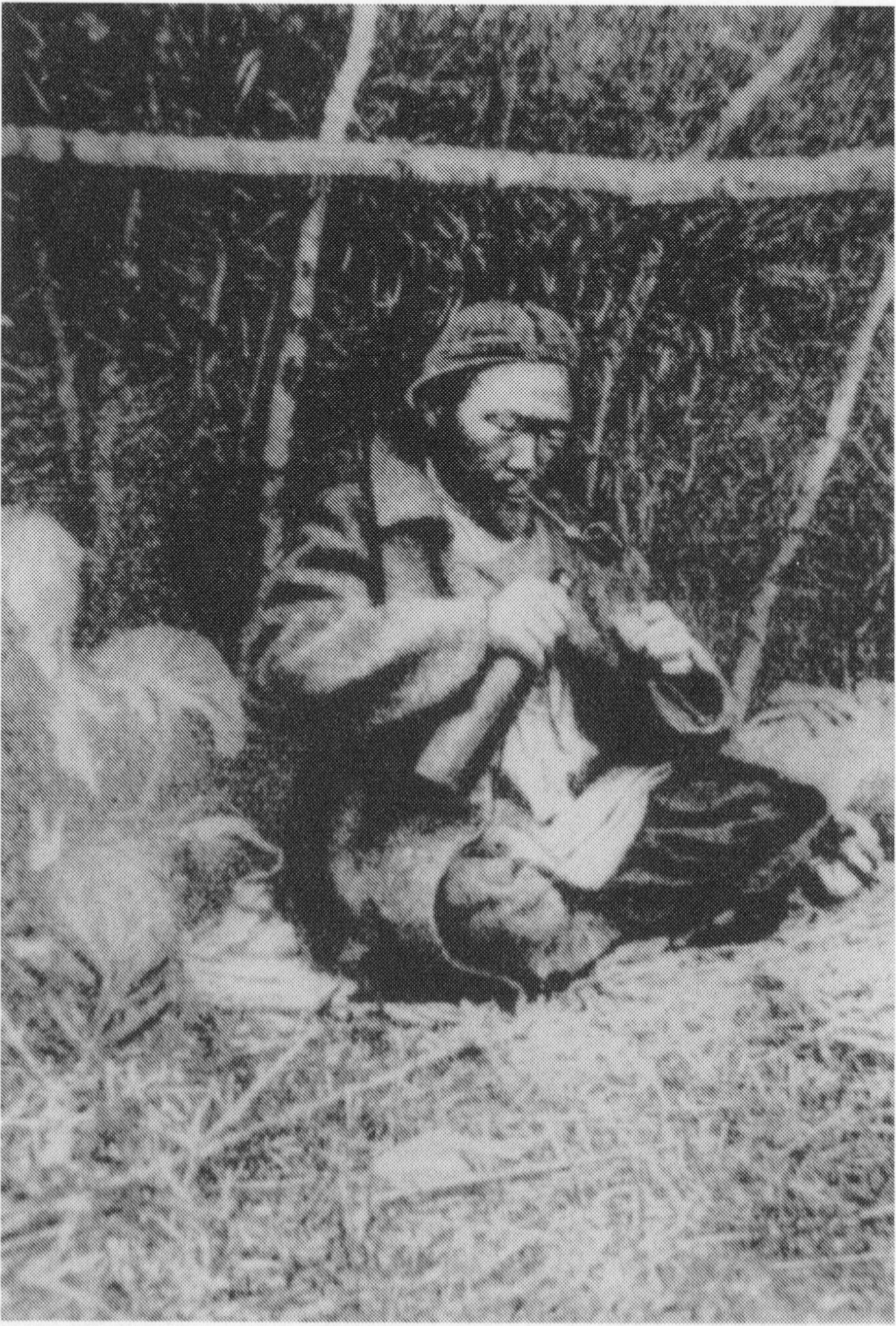
Děrsu Uzala

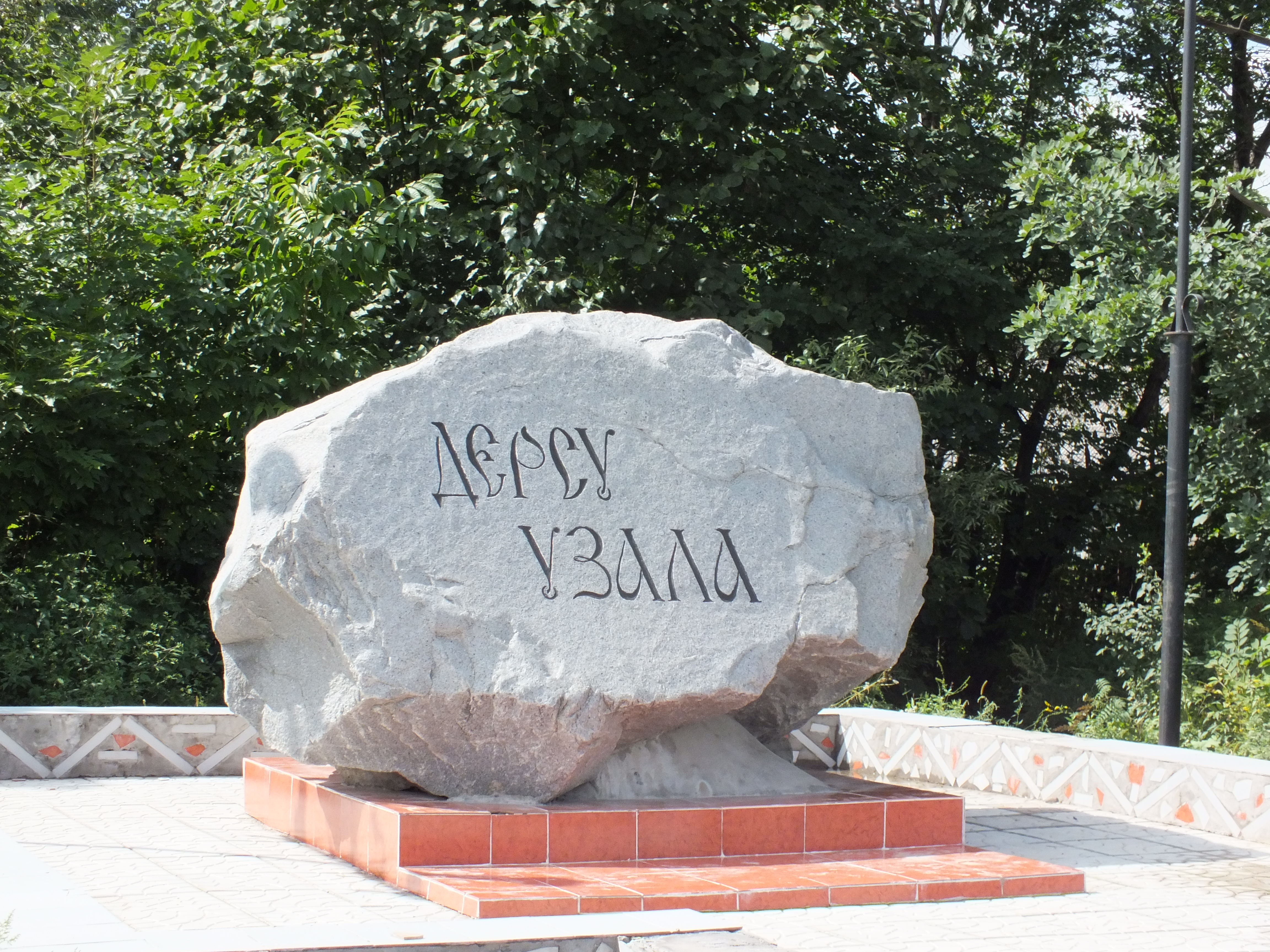
Památník Děrsu Uzala v osadě Korfovskij

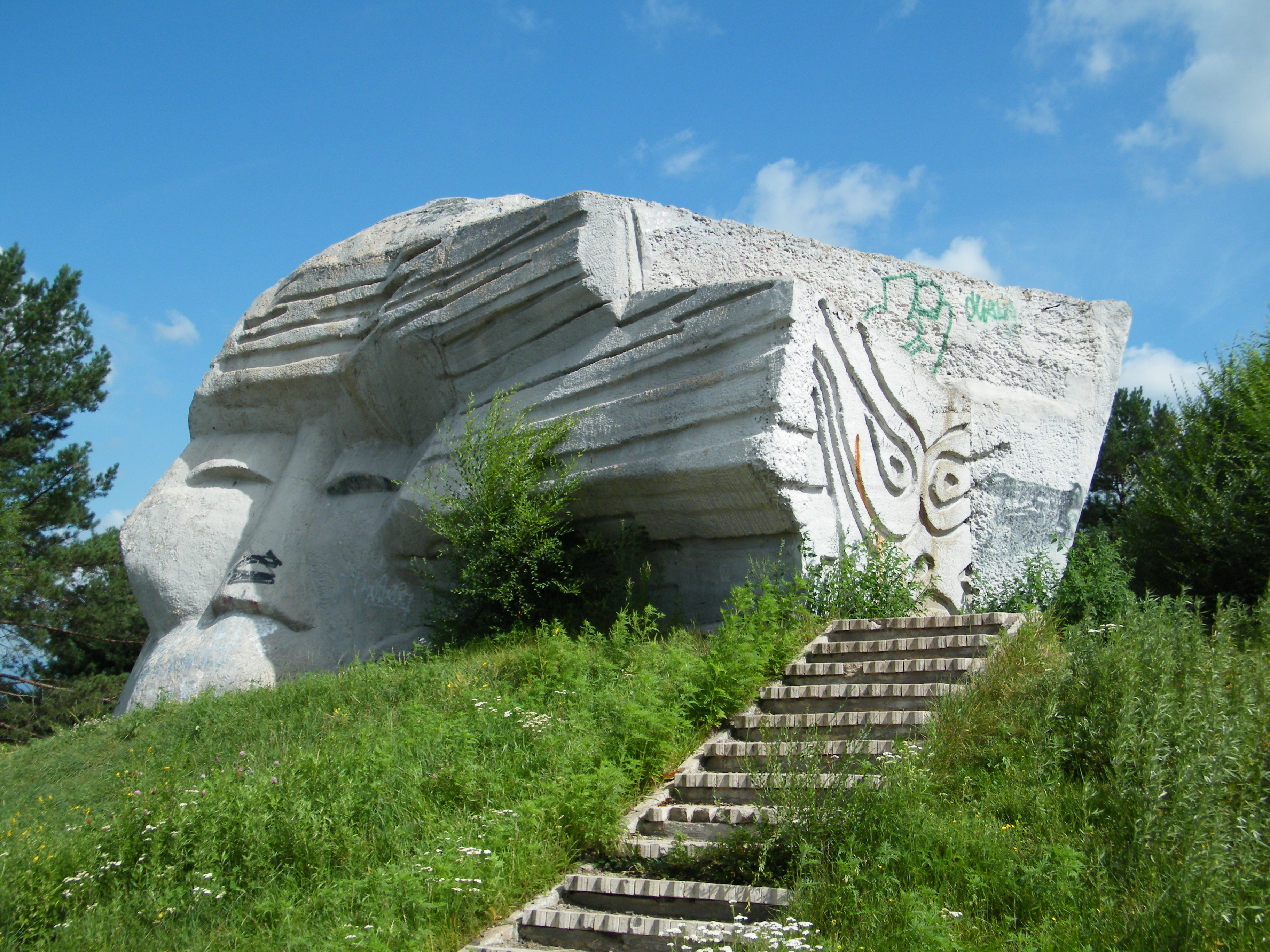
Památník Děrsu Uzala ve městě Arseňjevj

Děrsu Uzala se narodil kolem roku 1849. Území, na kterém žil, bylo až do roku 1860 součástí Číny. Jeho skutečné jméno bylo Derču Odžal, tj. Derču z rodu Odžal (rusky Дэрчу Оджал) Poté, co mu žena a děti zemřely na neštovice, žil v tajze pod širým nebem, jen v zimě si postavil dočasnou jurtu z kůry. Lovem si opatřoval potravu a také lovil kožešinovou zvěř (například soboly). Získané kožešiny vyměňoval za sůl, střelný prach, náboje a další potřebné věci. Podobně vyměňoval i kořen ženšenu, když jej nalezl.
Roku 1902 jej jako průvodce pro své expedice najal ruský vojenský zeměměřič etnograf Vladimir Klavdijevič Arseňjev (1872–1930). Mezi ním a stopařem vzniklo v letech 1902–1906 velké přátelství. Děrsu Uzala Arseňjeva zasvětil do všech tajemství divočiny a svou moudrostí, ušlechtilostí a statečností si získal jeho úctu a vřelou náklonnost. Také mu několikrát zachránil život.
Roku 1907 se Děrsu Uzala zúčastnil další Arseňjevovy expedice, po jejímž skončení se pokoušel Arseňjev svého druha, kterému se stářím zhoršil zrak, přivyknout životu ve městě. Děrsu Uzala si však nemohl zvyknout na život mezi čtyřmi stěnami. Když zjistil, že v městském parku není dovoleno porážet stromy nebo si postavit chatrč a ohniště, rozhodl se na jaře roku 1908 odejít z Chabarovska do rodné tajgy u řeky Ussuri. Jako dárek na rozloučenou mu Arseňjev daroval novou pušku. Na cestě byl Uzala úkladně zavražděn (údajně právě pro tuto pušku) a pochován v neoznačeném hrobě v tajze. Podle Arseňjeva se to stalo u osady Korfovskij asi 30 kilometrů od Chabarovska (v současné době tam má Děrsu Uzala památník).

## Děrsu Uzala v kultuře
Zážitky z výprav z let 1902–1906, popsal Arseňjev ve své knize По Уссурийскому краю (1921, Ussuriským krajem). Zde vylíčil, jak se s domorodým lovcem a stopařem spřátelil a co spolu zajímavého i napínavého prožili. Kniha Дерсу Узала (1923, Děrsu Uzala) se týká výpravy v roce 1907 a končí stopařovou smrtí. Roku 1926 Arseňjev obě knihy přepracoval a vydal společně pod názvem В дебрях Уссурийского края (V hlubinách Ussurijského kraje).
Arseňjev v těchto knihách přinesl do ruské, ale i světové literatury obraz člověka, který žije v dokonalé symbióze s přírodou. Na jeho čistém vztahu k lidem, svérázné životní filozofii a schopnosti vnímat zvíře nebo strom jako rovnocenného partnera autor ukázal, jaká obrovská propast narůstá mezi světem panenské přírody a přetechnizované společnosti.
Díky nesporným uměleckým kvalitám se vyprávění o ussurijském stopaři dočkalo dvou filmových adaptací:
- Дерсу Узала (1961, Děrsu Uzala), ruský sovětský film, režie Agasi Babajan
- Дерсу Узала (1975, Děrsu Uzala), ruský sovětský film, režie Akira Kurosawa, film kromě dalších cen získal Oscara za nejlepší cizojazyčný film za rok 1975.[3]

Na počest lovce byla vesnice v Přímořském kraji s čínským jménem Laul přejmenována roku 1972 na Děrsu. V osadě Korfovskij i ve městě Arseňjev byly lovci postaveny památníky. Jedna z planetek hlavního pásu nese jméno (4142) Dersu-Uzala. Po lovci se rovněž jmenuje kráter na Marsu.